# Dormont de Belloy
Pierre-Laurent de Belloy, anomenat Dormont de Belloy, de naixement Pierre-Laurent Buirette (Sant Flor, 17 de novembre de 1727 - París, 5 de març de 1775), fou un actor i dramaturg francès.
Se'l coneix per la seva tragèdia patriòtica Le Siège de Calais, que va ser un gran èxit el 1765, i per Zelmire, en la qual es va basar l'òpera de Rossini Zelmira.